# Gary Gilmore
Gary Mark Gilmore (4. prosince 1940, Waco, Texas, USA – 17. ledna 1977, Draper, Utah) byl americký kriminálník a vrah, jenž brutálním způsobem zavraždil pumpaře a majitele motelu. Jeho bratr byl spisovatel Mikal Gilmore.

## Mladý kriminálník
Gary Gilmore se narodil v problematické rodině. Poblázněná matka Bessie Garymu neustále tvrdila, že je utajeným synem kouzelníka Harryho Houdiniho. A to i přesto, že se Gary narodil až 14 let po Houdiniho smrti. Ve 12 letech se u něho začaly projevovat první známky agresivity. Vykrádal auta a obchody, ve škole úmyslně způsoboval spolužákům bolest. Jeho IQ však bylo nadprůměrně vysoké - 133.
V roce 1968 se zapletl do vykradení obchodu se zbraněmi, za což dostal 2 roky vězení. Když byl v roce 1970 propuštěn, rodina ho uvítala s mormonskou vírou, že začne žít normální život. Našel si práci, zamiloval se do Nicole Baker-Berretové (rovněž mormonka), a vysloužil si u lidí dojem solidního muže. Jen párkrát, z nudy, vykradl obchod a ukradené zboží zpeněžil.

## Vraždy

### První vražda
19. července 1976 chtěl vzít svou milenku Nicole do kina na film "Přelet nad kukaččím hnízdem" od Miloše Formana. Ta ve svém domě ale nebyla, proto vzal Gilmore její malou sestru April.
Když dojeli k pumpě Sinclair v Oremu v Utahu, řekl Gilmore malé April, že jde telefonovat. Přišel k pumpaři Maxu Jensenovi, vytáhl pistoli a zakřičel na něj: "Vybal všechny prachy!". Jensen po výzvě dal Gilmorovi všechny peníze. Pak šli společně na toaletu. Jensen si musel lehnout na zem. Gilmore zamířil na Jensenovo oko a zakřičel: "Tahle je za mě!". Na zdi se objevil cákanec rozstříleného oka. "A tahle je za Nicole!", zakřičel podruhé a vystřelil do druhého oka. Gilmore měl špinavé kalhoty od husté krve a mozkové tkáně, nasedl do auta a z místa činu odjel.
Zatímco Gilmore spal, policisté vyšetřovali vraždu v Sinclairu. "Přepadený se vůbec nebránil. Jeho vrah musel být šílenec. Smrt nastala kolem 15:30 až 16:00. Také jsme našli jednu kulku.", uvedl jeden z policistů.

### Druhá vražda
Druhý den, 20. července, si Gilmore vyjel na oběd do restaurace v Provu v Utahu. Gilmorovo auto se však cestou porouchalo, proto zajel k benzínové stanici a šel na 20 minut krátkou procházku.
Gilmore při procházce narazil na Brighamovu univerzitu, pojmenovanou na počest prezidenta mormonské církve Brighama Younga. Vedle univerzity stál motel. Gilmore si vzpomněl na vraždu, kterou spáchal den předtím. Přišel k motelu a vstoupil do recepce, v níž stál manažer motelu Bennie Bushell. Gilmore mu vyrval z ruky kasu a vystřelil Bushellovi kulku do čela. Recepce se proměnila v brouzdaliště krve. Do recepce přišla Bushellova manželka a když viděla krvavá jatka, začala strašně ječet. Bushell však ještě nebyl mrtvý. Škubal nohama a děsivě chroptil. Navíc, do recepce přišel Peter Arroyo, jeden z hostů v motelu, a když viděl brutální vraždu manažera, rychle odběhl k telefonu a začal volat policii. Gilmore zazmatkoval, vzal z kasy pouhých 125 dolarů, utekl ven z motelu a pistoli zahodil do trávy. Ta však sama od sebe vystřelila a zasáhla Gilmora do ruky. Když uslyšel houkat policejní sirény, utekl rychle na benzínku do auta a začal ujíždět. Arroyo rychle ukázal policistům, kam Gilmore běžel, a policie neváhala a rozjela se za ním.
Gilmore měl v úmyslu odjet z Utahu přes Nevadu až do Kalifornie, a odtud odplout až do tehdejšího Sovětského svazu, kde chtěl žít nový život pod novou identitou. Prý, jak sám řekl, pod jménem Andrej Grigorijevič Sidorov (rusky Андрэй Григориевич Сидоров).

## Soudní proces
Zběsilá honička však skončila 20 km od místa činu. Když Gilmore viděl policejní zátarasy, věděl, že dál utíkat nemá smysl. Naboural do policejních Fordů a nechal se zatknout.
Soudní proces začal 5. října 1976 v Salt Lake City, hlavním městě Utahu. Gilmore nejdříve zarytě mlčel a neodpovídal. Za několik dní však byla nalezena v trávě před motelem Gilmorova pistole, z níž byly porovnány otisky prstů. Kulka, kterou měl Bushell v hlavě, skutečně patřila ke Gilmorově pistoli. Zato vražda Maxe Jensena byla na mrtvém bodě. Gilmore stále mlčel. Byla však porovnána kulka z Bushellova čela a kulka z Jensenova oka. Obě kulky se shodovaly. Soud však nechápal, proč Gilmore, silně věřící mormon, rozstřílel hlavy svým spoluvěřícím (Jensen a Bushell byli také mormony). Náboženské důvody byly vyloučeny.
Gilmore se přiznal, že auto, se kterým ujížděl policistům po vraždě Bushella, patřilo jeho nadřízenému. Gilmore ho neměl z čeho splácet a peníze, které ukradl z pumpy a motelu, měly být původně splaceny. Soud mu však neuvěřil.
Peter Arroyo, host z motelu, požadoval pro Gilmora trest smrti. Důvod: Gilmore je nebezpečný pro společnost i pro případné budoucí spoluvězně. Sám však nevěřil, že se poprava uskuteční. Gilmore totiž spáchal vraždy tři týdny před znovuobnovením trestu smrti v Utahu. Dokonce i Gilmore říkal, že si za své činy zaslouží jen smrt. Jednoznačný souhlas s trestem smrti byl potvrzen až 15. listopadu. Gilmore si mohl vybrat ze dvou způsobů popravy: oběšení nebo zastřelení popravčí četou. Soud očekával, že si Gilmore vybere první možnost, vybral si však překvapivě zastřelení. Gilmore tím postavil soud před těžkou situaci. Soud v Utahu odjakživa popravoval výhradně oběšením a neměl zkušenosti se sestavením popravčí čety. Gilmore si proto neustále stěžoval na průtahy. Ze své dočasné cely křičel: "Popravte mě co nejdříve!"

## Poprava
Gilmore byl převezen do státní věznice v Draperu v Utahu. Večer 16. ledna 1977 mu dozorce přinesl poslední večeři se slovy "Tak zítra v osm." Gilmorova večeře se skládala ze steaku, amerických brambor, kávy a mléka. Jídla a mléka se však ani nedotkl. Vypil jen kávu. Poté požadoval Gilmore dozorce, jestli by pro něho neuspořádali rozlučkový večírek s přáteli a rodinou. Dozorce zavrtěl hlavou. V den popravy byl Gilmore vzat do opuštěného skladiště za vězením, které sloužilo jako popravčí místnost. Příslušník popravčí čety se ho zeptal, zda má nějaká poslední slova. Gilmore odpověděl: "Dejte se do toho a bůh s vámi". Poprava byla uskutečněna přesně v 8:07. Gilmorovo tělo bylo druhý den zpopelněno a popel byl rozprášen z letadla nad městem Springville v Utahu.